# Komunita Blahoslavenství
Komunita Blahoslavenství je katolické společenství patřící mezi tzv. nové komunity, které vznikaly po druhém vatikánském koncilu. Společenství má kanonický statut Sdružení křesťanů (Christefidelium consociatio) biskupského práva. Sdružuje lidi všech životních stavů: manželské páry s dětmi i bez dětí, svobodné muže a ženy, kteří zasvětili svůj život Bohu a žijí v celibátu, jáhny a kněze, kteří žijí společně, scházejí se k modlitbě, ke čtení a studiu Božího slova, ke slavení liturgie a eucharistie. V roce 2019 měla Komunita 763 členů v 50 sídlech/domech, nacházejících se ve 26 zemích na pěti kontinentech.

## Historie komunity

### Počátky komunity
Dva francouzské manželské páry, Gérard a Josette Croissant a Jean-Marc a Mireille Hammel, zahájili komunitní život v Montpellier 25. května 1973. V roce 1975 se komunita přestěhovala do diecéze Albi, kde přijala název „Komunita Lva z Judy a obětovaného Beránka“.
Prvního uznání církevní autoritou se komunitě dostalo 19. ledna 1979, kdy ji mons. Robert Coffy, arcibiskup v Albi, uznává jako zbožnou unii a následně ji, 1. ledna 1985, tentýž arcibiskup uznává jako Soukromé sdružení věřících diecézního práva.
V roce 1991 došlo ke změně názvu společenství na „Komunita Blahoslavenství“.
V roce 1994, nový arcibiskup v Albi, mons. Roger Meindre, schválil ad experimentum nové stanovy definující Komunitu Blahoslavenství jako Soukromé sdružení křesťanů biskupského práva s právní subjektivitou.
Dne 8. prosince 2002 je Komunita ustanovena jako Mezinárodní soukromé sdružení věřících papežského práva ze strany Papežské rady pro laiky z Apoštolského stolce. Směr komunity zajišťuje generální moderátor a nové stanovy jsou opět schvalovány ad experimentum na dobu pěti let. K tomuto datu má komunita po celém světě přibližně tisíc dvě stě členů a 75 sídel/domů.

### Vývoj ke statutu „Církevní rodina zasvěceného života“
Aby Komunita mohla získat definitivní papežské schválení, musela v roce 2007 začít cestu úpravy svých vnitřních struktur. Tato cesta vyvrcholila v červnu 2011, kdy mons. Le Gall, arcibiskup z Toulouse, uznal komunitu jako Veřejné sdružení věřících diecézního práva s cílem stát se „Církevní rodinou zasvěceného života“.
Tato nová institucionální fáze zásadním způsobem mění správu Komunity a umožňuje respektovat zvláštnosti každého stavu života. Byly vytvořeny tři větve: větev zasvěcených bratrů, větev zasvěcených sester a větev laická. Každá pobočka má manažera, který má pravomoc nad chodem pobočky a sledováním jejích členů. Tyto tři větve jsou spojeny do jedné komunity, kterou řídí prezident. Církevní rodina tak ustupuje kolegiálnímu způsobu vlády, ve kterém je vyžadován souhlas různých životních stavů.
Poté, 12. listopadu 2020, Římské dikastérium pro instituty zasvěceného života uděluje arcibiskupovi Le Gallovi pravomoc ustanovit Komunitu Blahoslavenství do „Církevní rodiny zasvěceného života“ diecézního práva.

## Původ názvu a znak komunity
Původní název komunity, „Komunita Lva z Judy a obětovaného Beránka“ vyjadřoval touhu následovat Ježíše Krista jako ukřižovaného Beránka, a mít tak podíl na jeho vítězství, které se projevilo jeho vzkříšením. Tyto dvě tváře Krista, jeho ponížení a oslavení, utrpení i slávu, jsou kontemplovány ve velikonočním tajemství. Lev a beránek jsou zobrazeni v komunitním znaku a stejné tajemství se odráží i v komunitních barvách: bílé a hnědé. Hnědá – symbol kříže, ponížení, pokory. Bílá – symbol vzkříšení, vítězství, oslavení.
Roku 1991 se komunita rozhodla přejmenovat na Komunitu Blahoslavenství, neboť tento název lze snáze používat v rozmanitosti kultur, do nichž se implantovala, a odráží její touhu po větší otevřenosti chudým.
Komunita čerpá svůj název z Blahoslavenství (Mt 5: 3-12), které jsou jádrem Ježíšova kázání. Pro sebepochopení Komunity Blahoslavenství má zásadní význam společenství různých úrovní života, ve svém specifickém složení věřících všech společenských vrstev (zasvěcených mužů, zasvěcených žen a laiků), které by se ve svých odlišnostech mělo navzájem doplňovat. Od samého začátku proto považovala za zásadní, aby byla kanonickým právem uznána jako komunita pod společným vedením, a tak se vyhnout organizačnímu rozdělení na dvě nezávislá společenství (zasvěcená a laická).

## Duchovnost
Spiritualita společenství je inspirována karmelitány (vnitřní modlitby a kontemplace), jakož i ovlivněna tradicí východní církve, která je částečně vyjádřena v byzantských prvcích v liturgii. Eucharistická adorace a mariánská zbožnost jsou součástí základní duchovnosti komunity stejně jako chvála a praxe charismat. Kromě jejího zvláštního modlitebního zájmu o jednotu všech křesťanů existuje také duchovní pouto s izraelským lidem, které podle prohlášení Druhého vatikánského koncilu (Nostra Aetate) patří k tajemství církve. Společenský život by měl být formován životem podle Blahoslavenství (Kázání na hoře) a vyjadřovat touhu po Božím království.
Život společenství je především kontemplativní, v centru stojí každodenní eucharistická adorace. Základním prvkem spirituality je modlitební život v duchu Karmelu a snaha o neustálou modlitbu. V spiritualitě je hluboce zakořeněné úsilí předjímat Boží království již tady, na Zemi, skrze modlitbu chvály, krásu liturgie a bratrský život. Pro společenství je též typická otevřenost k charismatickým darům Ducha svatého a účast na obnově církve. Zvláštní místo zaujímá uvědomování si a oživování židovských kořenů víry, z toho vychází modlitba za jednotu křesťanů. Společenství klade důraz na život v chudobě, zvláště tím, že žije v naprosté odevzdanosti do Boží prozřetelnosti, a tak se otvírá nejrůznějším formám bídy dnešního světa. Podstatnou částí spirituality je i zasvěcení se Panně Marii v duchu sv. Ludvíka Maria Grigniona z Montfortu.

## Organizační struktura

### Stanovy
Komunita Blahoslavenství je veřejným sdružením věřících, tzv. „Církevní rodinou zasvěceného života“ podle diecézního práva, tedy institutu zasvěceného života. V červnu 2011 tyto obecné stanovy a stanovy laiků schválil mons. Robert Le Gall, arcibiskup z Toulouse. Komunita je pod vedením „Kongregace pro instituty zasvěceného života a společnosti apoštolského života“ (CIVCSVA).

### Vedení
Členové jednotlivých větví mají vlastní řízení v rámci své větve. Ve společném domě má každá větev vyčleněný svůj prostor k bydlení a pak společnou kapli a prostory k práci, setkávání a službě. Za život domu a jeho službu odpovídá koordinátor domu. V čele celé Komunity Blahoslavenství je Prezident (muž nebo žena), který je volen ze zasvěcených členů Komunity Generálním shromážděním na období 4 let, které lze jednou prodloužit. Prezident je obklopen generální radou.

### Tři větve komunity
- laická větev - členové jsou laici (žijící v manželství nebo svobodní) a klerici (trvalí jáhni)
- mužská větev zasvěceného života - někteří členové jsou klerici (kněží a jáhni)
- ženská větev zasvěceného života

#### Laici
Členy laické větve mohou být svobodní muži, svobodné ženy nebo manželé.
Manželé svým komunitním závazkem obohacují  další členy Komunity o milost plynoucí ze svátosti manželství. Touží svědčit o kráse manželství a poslání, které je radikální formou sebedarování.
Komunitu Blahoslavenství založili laici. I když podle posledních církevně schválených stanov jsou laici v současné době z právního hlediska přidruženými členy, mají stále v Komunitě klíčové místo.
Laici mají na úrovni domu lokálního odpovědného, na úrovni regionu regionálního odpovědného a pak generálního moderátora laické větve.

#### Zasvěcení bratři
Po nutném čase poznávání života v Komunitě Blahoslavenství může mladý muž objevit povolání k zasvěcenému životu. Po Stanovami určeném čase formace v postulátu a noviciátu může složit první sliby chudoby, čistoty a poslušnosti, kterými je také začleněn do Komunity Blahoslavenství. Zasvěcení bratři mají na úrovni domu lokálního představeného, na úrovni regionu regionálního představeného a pak generálního představeného větve zasvěcených bratrů.

#### Zasvěcené sestry
Po nutném čase poznávání života v Komunitě Blahoslavenství může mladá žena objevit povolání k zasvěcenému životu. Po Stanovami určeném čase formace v postulátu a noviciátu může složit první sliby chudoby, čistoty a poslušnosti, jimiž je také začleněna do Komunity Blahoslavenství. Zasvěcené sestry mají na úrovni domu lokální představenou, na úrovni regionu regionální představenou a pak generální představenou větve zasvěcených sester.

## Etapy začlenění
Zájemce o komunitní život nejdříve navštěvuje komunitu na kratší pobyty (víkend, týden). Po čase návštěv, které jsou obdobím kandidatury, následuje tzv. rok společné formace – stáž. Zájemce žije v domě, má podíl na modlitbě, práci a setkáních komunity a prožívá intenzivní čas formace, která je uvedením do spirituality komunity. Při vstupu do stáže si zájemce volí větev, do níž chce vstoupit (tato volba se může ještě během formace změnit: např. vstoupí do laické větve, pak ale vnímá povolání k zasvěcenému životu a může proto požádat o změnu vstupu do příslušné větve).
Po roce, maximálně dvou letech stáže, následuje jeden až dva roky postulátu. V tomto období pokračuje formace i rozlišování osobního povolání.
Pokud má muž nebo žena povolání k zasvěcenému životu, následuje po postulátu rok kanonického noviciátu. Poté přicházejí první sliby, obnovované nejméně třikrát za sebou po roce. Nejdříve po čtyřech letech je možné skládat věčné sliby. U zasvěcených bratrů, kteří mají povolání ke kněžství, vstupuje do celého procesu ještě kněžská formace (studium).
Pro členy laické větve následuje po postulátu čas probace, který trvá minimálně tři roky. Po jeho absolvovaní skládá laický člen trvalé závazky do Komunity Blahoslavenství.
V případě, že se jedná o laika svobodného (nežije v manželství, ani není zasvěcený laik), má podle komunitních Stanov stále otevřenou cestu k manželství. Proto má jeho závazek takovou formu, která umožňuje v případě nalezení partnera do manželství, opustit Komunitu, nebo nastoupit začleňování do Komunity s manželským partnerem (má-li partner povolání v Komunitě žít).

## Přidružené reality
Přidružení členové jsou lidé, kteří chtějí být duchovně nebo apoštolsky navázáni na Komunitu Blahoslavenství. Jsou jim nabídnuty různé formy závazku. Tyto struktury jsou otevřeny svobodným mužům i ženám, manželům, mladým lidem i diecézním kněžím.

### Přátelé Beránka
Přátelé Beránka jsou věřící křesťané, kteří chtějí žít své povolání ke svatosti v duchu komunitní spirituality. Zavazují se k osobnímu životu modlitby, který je inspirován komunitní liturgií a též k aktivní spolupráci na poslání a službě Komunity. Svůj závazek skládají vždy na jeden rok a každý rok jej mohou obnovit. Komunitní dům, na který jsou navázáni, pro ně připravuje pravidelnou formaci a příležitost ke službě.

### Kněžská fraternita
Členové Fraternity jsou diecézní kněží, kteří touží žít spiritualitu Komunity Blahoslavenství ve svém místě působení. Po čase rozlišování může kněz skládat na rok svůj závazek, který je obnovitelný každý rok.

#### Devět bodů závazku:
1. Žít z komunitní spirituality a šířit ji skrze pastoraci.
2. Zasvětit se Panně Marii.
3. Eucharistická adorace.
4. Nést v každodenní modlitbě pět úmyslů modlitby Komunity.
5. Odsloužit jednou za měsíc mši svatou na úmysly Komunity.
6. Navštěvovat pravidelně Komunitu a členy Fraternity.
7. Odpovědně a pevně se zavázat v apoštolské misii nebo aktivitě Komunity.
8. Účastnit se setkání (místních, regionálních, mezinárodních).
9. Modlit se za ostatní členy Fraternity.

## Komunita v Česku

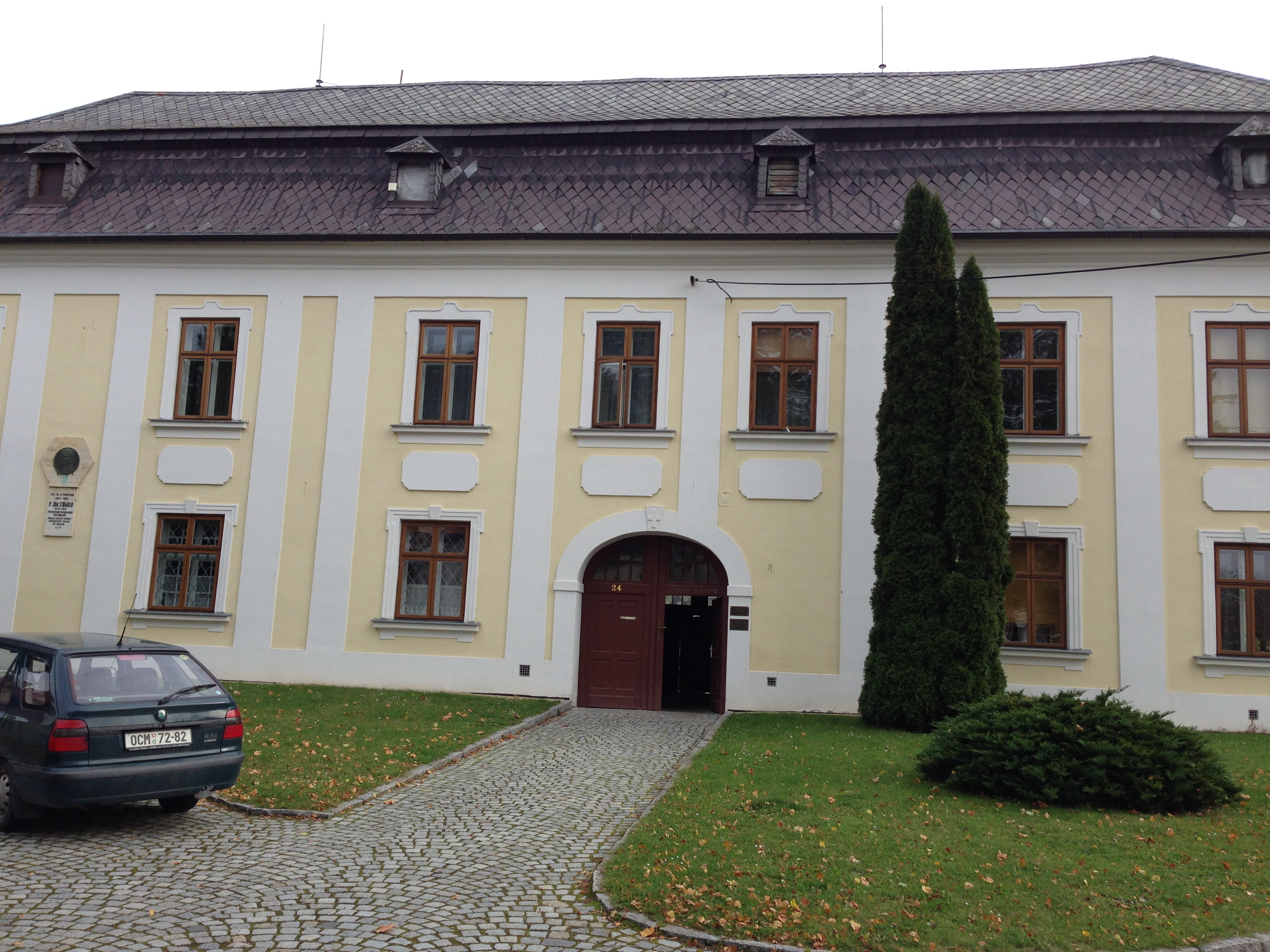
Dolany 24 (fara)

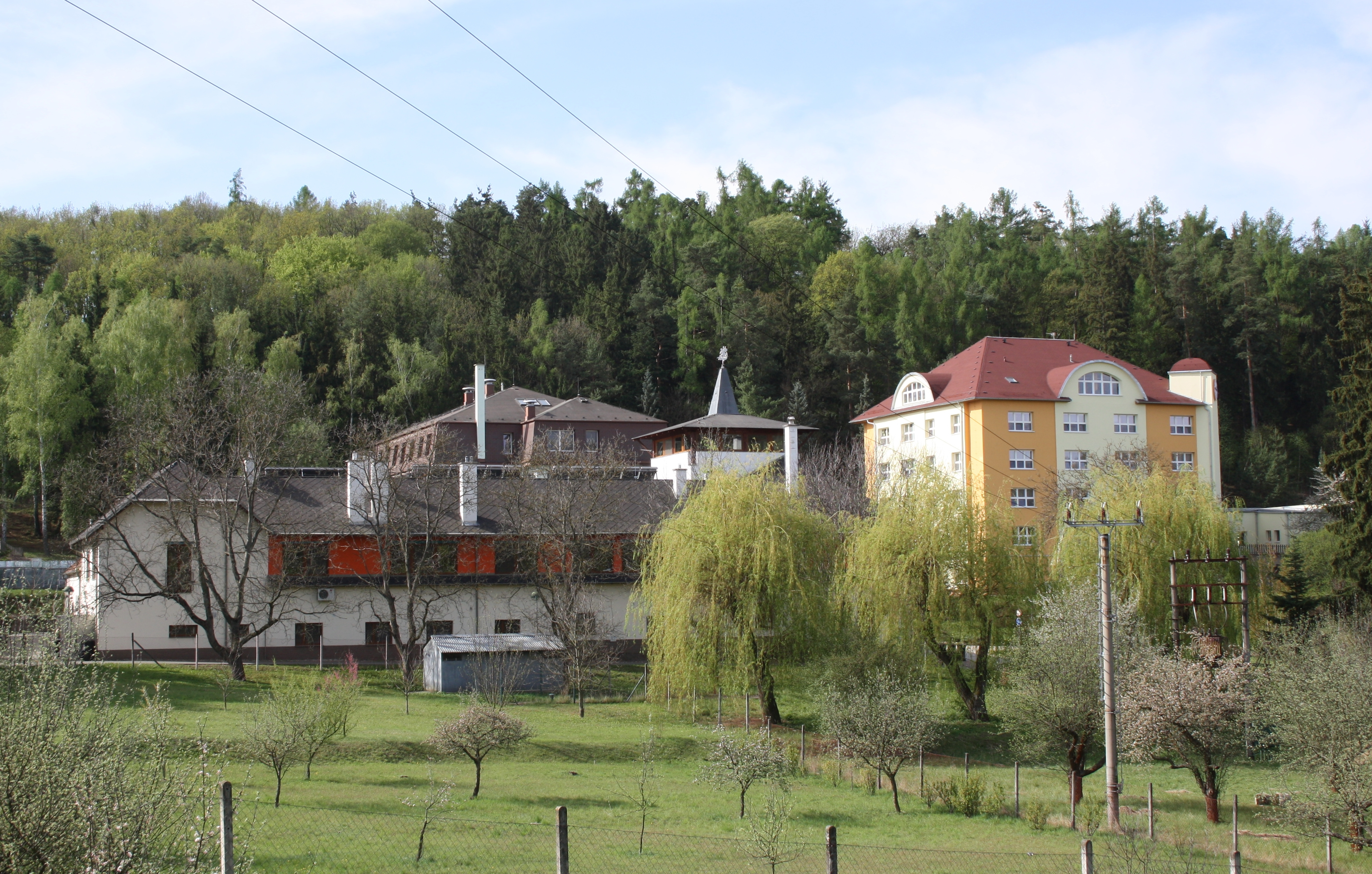
Střelice u Brna (bývalý klášter dominikánek)

### Historie
V Československu byla Komunita Blahoslavenství založena v roce 1991 v obci Dolany v Olomouckém kraji, cca 7 km od Olomouce. Sídlí v objektu místní fary a jejich sídlo nese jméno „Dům Marie - matky jednoty“.
Ve Střelicích u Brna zakoupila Komunita Blahoslavenství v roce 2023 od sester dominikánek objekt kláštera.

### Aktivity
- duchovní cvičení pro různé věkové skupiny a na různá témata, která zahrnují přednášky, čas osobní i společné modlitby, společné sdílení, duchovní rozhovory
- společné pobyty s Komunitou - možnost strávit několik dní při modlitbě a práci, a tak více poznat život Komunity
- možnost osobních duchovních cvičení v tichu s možností rozhovoru a svátosti smíření
- sobotní duchovní odpoledne – čas společné modlitby, přednáška, svědectví, občerstvení, modlitební večer a možnost slavit Nešpory, Vzkříšení
- Škola života – pobyt na 3 až 10 měsíců pro mladé lidi od 18 do 35 let, kteří hledají své místo v životě i v církvi
- letní týdenní duchovní cvičení v Olomouci (pro všechny)
- letní tábor pro náctileté Dolancamp (15-19 let) a zimní víkendová obnova Pecka[7]

- evangelizační kurzy Alfa pro lidi hledající[8]
- systém Farních evangelizačních buněk[9]